# Digital Light Processing

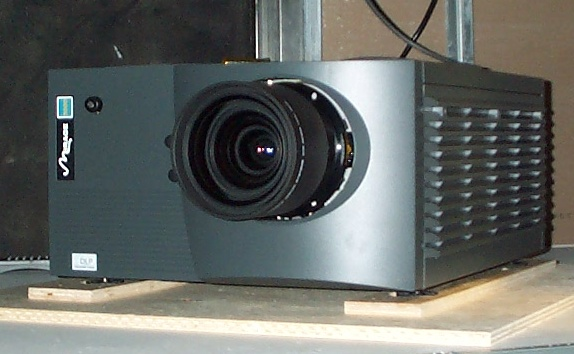
Een DLP-projector

Digital Light Processing (DLP, 'digitale lichtverwerking') is een handelsmerk van de Amerikaanse firma Texas Instruments voor een technologie die in film- en videoprojectoren wordt gebruikt. De technologie is gebaseerd op een micro-elektromechanisch systeem dat gebruik maakt van een groot aantal microscopisch kleine spiegels.

## Kleur in DLP-projectie
Er zijn twee primaire methoden waarmee DLP-projectiesystemen een kleurenbeeld creëren: die van single-chip DLP-projectoren en die van three-chip projectoren. Een derde methode, sequentiële belichting door drie gekleurde lichtgevende diodes, is in ontwikkeling en wordt momenteel gebruikt in televisies van Samsung.

## Digitale cinema

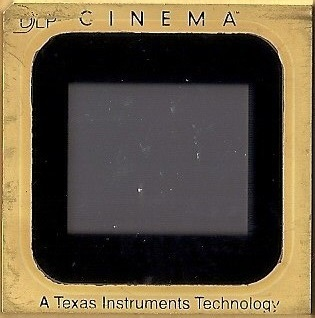
DLP CINEMA. Technology van Texas Instruments

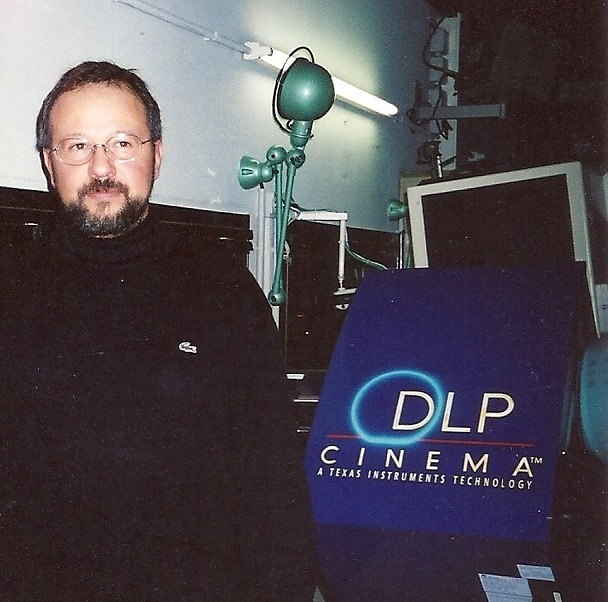
Texas Instruments, DLP Cinema Prototype Projector, Mark V, 2000

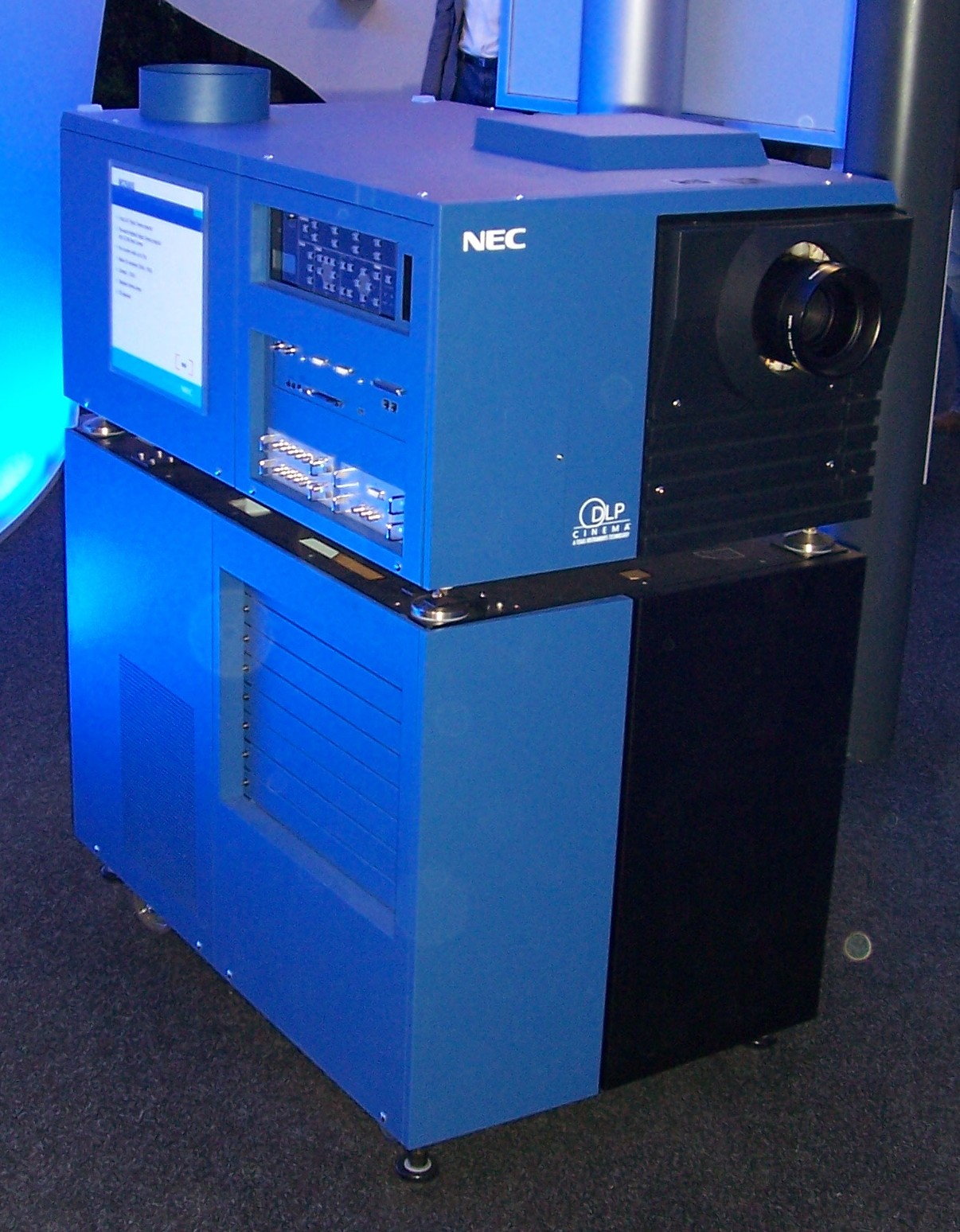
De NEC Cinema DLP projector in 2006

DLP Cinema systemen worden sinds 1999 commercieel ingezet en getest in bioscopen. In juni 1999 was Star Wars: Episode I - The Phantom Menace de eerste film die volledig werd gescand en gedistribueerd naar bioscopen. Vier bioscopen installeerden digitale projectoren voor de release van de film. Hetzelfde werd hetzelfde jaar gedaan voor de animatiefilm Tarzan. Later dat jaar was Toy Story 2 de eerste film die volledig digitaal werd gemaakt, bewerkt en gedistribueerd, waarbij meer bioscopen digitale projectoren installeerden voor de release. DLP Cinema was de eerste commerciële digitale bioscooptechnologie en is de toonaangevende digitale bioscooptechnologie met een wereldwijd marktaandeel van ongeveer 85% vanaf december 2011. Digitale cinema heeft een aantal voordelen ten opzichte van film omdat film onderhevig kan zijn aan kleurvervaging, springen, krassen en vuilophoping. Digitale cinema zorgt ervoor dat de kwaliteit van de films consistent blijft. Tegenwoordig worden de meeste films ook digitaal opgenomen. De eerste volledig digitale live-actie film die zonder film werd opgenomen was Star Wars Episode II: Attack of the Clones uit 2002.